# سوبرامانیان چاندراسخار
سوبرامانیان چاندراسخار (به زبان تامیلی: சுப்பிரமணியன் சந்திரசேகர்؛ تلفظ صحیح هندی نام خانوادگی: چانداراشکر؛ ۱۹ اکتبر ۱۹۱۰ – ۲۱ اوت ۱۹۹۵) اخترفیزیکدانی آمریکایی زادهٔ هندوستان بود. وی، در سال ۱۹۸۳ همراه ویلیام آلفرد فاولر، توانست جایزه نوبل فیزیک را به دلیل کشف‌های کلیدی‌شان که بعدها منجر به رسیدن به نظریهٔ پذیرفته شدهٔ مراحل تکامل ستارگان پُرحجم شد، اخذ کند. سوبرامانیان، برادرزادهٔ سی وی رامان بود که توانسته بود جایزهٔ نوبل فیزیک سال ۱۹۳۰ را دریافت کند.
چاندراسخار از سال ۱۹۳۷ تا آخر عمر خود در ۱۹۹۵ را در دانشگاه شیکاگو گذراند. درخواست او در سال ۱۹۵۳، برای گرفتن تابعیت ایالات متحده آمریکا پذیرفته شد.